# یوسف بودانسکی
یوسف بودانسکی (انگلیسی: Yossef Bodansky) یکی از دانشمندان علوم سیاسی اسرائیل است که از سال ۱۹۸۸ تا ۲۰۰۴ به عنوان مدیر کارگروه نیروی کار کنگره در زمینه تروریسم و جنگ‌های غیر متعارف مجلس نمایندگان آمریکا خدمت کرده‌است. او همچنین مدیر تحقیق انجمن مطالعات استراتژیک بین‌المللی است و از دانش پژوهان در دانشکده مطالعات پیشرفته بین‌المللی پل هانس نیتز (SAIS) در دانشگاه جان هاپکینز است. در دهه ۱۹۸۰، او به عنوان مشاور ارشد وزارت دفاع و وزارت امور خارجه خدمت کرده‌است.

## فعالیت‌ها
کارگروه نیروی کار کنگره که در سال ۱۹۸۱ تأسیس شد کارکنان خود را تربیت می‌کند که با بازدیدهای مکرر به مناطق مورد مطالعه و در حال توسعه و ایجاد روابط رودررو با منابع خود، آنچه آن را "حقیقت در روی زمین" می‌نامند را بدست آورند. طبق گزارش کار گروه که در سال ۲۰۰۷ منتشر شد، "کارکنان کارگروه به افغانستان رفتند و به مجاهدین که با روسیه می‌جنگیدند کمک کردند. آن‌ها برای رزمندگان سلاح و کمک‌های بشردوستانه مورد نیاز را تأمین کرده و زخمیهای جدی آن‌ها را از صحنه خارج کردند. نیروهای کارگروه همچنین به وضع قوانین مربوط به، از جمله ایجاد بخش‌های کلیدی قانون امنیت دیپلماتیک و قانون مبارزه با تروریسم (۱۹۸۶)، که به FBI امکان تحقیق در خارج از ایالات متحده را می‌داد، کمک کرد. گزارش‌های نیروی کار معمولاً به صورت عمومی به دلیل امنیتی منتشر نمی‌شد و گزارش کامل فعالیت‌های آن‌ها به رئیس این نیرو و نه حتی به اعضای کمیته داده می‌شد.
بودانسکی همچنین یکی از سردبیران ارشد گروه انتشارات وزارت دفاع و امور خارجه و یک مشاور در دائرةالمعارف نظامی و دفاع بین‌المللی است وی همچنین مشاور شورای عالی اطلاعات است. مقالات متعددی از بودانسکی در امور جهانی، هفته نامه دفاعی جینز، امور دفاعی و خارجه: سیاست استراتژیک و سایر موارد منتشر شده‌است.
بودانسکی مدیر پنل جهانی آمریکا (بنیاد پنل جهانی) و مدیر امور مربوط به جامعه پراگ، یک سازمان غیردولتی برای شبکه در میان چهره‌های شخصیت‌های دولتی و بخش خصوصی است، می‌باشد.

## انتشارات

### کتاب‌ها
- هدف آمریکا: تروریسم در ایالات متحده (۱۹۹۳، شرکت انتشارات شاپولسکی)
  - (Target America: Terrorism in the U.S. (1993, Shapolsky Publishers Inc
- بحران در کره (۱۹۹۴، شرکت انتشارات شاپولسکی)
  - Crisis in Korea (1994, Shapolsky Publishers Inc).
- ترور: داستان توطئه تروریستی در آمریکا (۱۹۹۴، انتشارات شاپولسکی).
  - Terror: The Inside Story of The Terrorist Conspiracy in America (1994, Shapolsky Publishers Inc)
- تهاجم در بالکان: پتانسیل جنگ گسترده‌تر به دلیل مداخله خارجی در بوسنی و هرزگوین (۱۹۹۵، شرکت انتشاراتی بین‌المللی/ ISSA). (نسخه آنلاین)
  - Offensive in the Balkans: The Potential for a Wider War as a Result of Foreign Intervention in Bosnia-Herzegovina (1995, International Media Corp. /ISSA)(Online version).
- برخی آن را صلح می‌نامند: انتظار در جنگ در بالکان (۱۹۹۶، شرکت انتشاراتی بین‌المللی/ ISSA). (نسخه آنلاین)
  - Some Call It Peace: Waiting for War In the Balkans (1996, International Media Corp. /ISSA). (Online version)
- بن لادن: مردی که جنگ با آمریکا nh اعلام کرد (۱۹۹۹، ۲۰۰۱، خانه راندوم).
  - Bin Laden: The Man Who Declared War on America (1999, 2001, Random House).
- اسلام ضد یهود به عنوان یک ابزار سیاسی (۱۹۹۹، ۲۰۰۰، انتشارات ACPR و انتشارات تموز).
  - Islamic Anti-Semitism as a Political Instrument (1999, 2000, ACPR Publications and Tammuz Publishers).
- هزینه بالای صلح: چگونه سیاست خاورمیانه واشینگتن، آمریکا را در مقابل تروریسم آسیب‌پذیر می‌کند (۲۰۰۲، انتشارات خانه راندوم).The High Cost of Peace: How Washington's Middle East Policy Left America Vulnerable to Terrorism
  - (2002, Random House).
- راز تاریخی جنگ عراق (۲۰۰۴، انتشارات هارپرکولینز).
  - The Secret History of the Iraq War (2004, HarperCollins).
- جهاد چچن: زمین تمرین القاعده و موج بعدی ترور (۲۰۰۷، هارپرکولینز).
  - Chechen Jihad: Al Qaeda's Training Ground and the Next Wave of Terror (2007, HarperCollins).

### مقالات و تفسیر
- اورشلیم در حاشیه، مرکز مطالعات استراتژیک فریمن، ۷ ژوئن ۱۹۹۵؛ چاپ نسخه ۱۲ ژوئن ۱۹۹۵
  - "Jerusalem in Context," Freeman Center for Strategic Studies Broadcast, June 7, 1995; print copy June 12, 1995 (found archived on internet).
- ظهور محور ترانس-آسیایی: آیا این پایه‌های درگیری جدید است؟ kimsoft.com، ۱۹۹۷.
  - "The Rise Of The Trans-Asian Axis: Is It The Basis Of New Confrontation?" kimsoft.com, 1997.
- تسریع بازگشت صلاح الدین، جینسا آنلاین، ۱ ژوئن ۱۹۹۸.
  - "Expediting the Return of Salah Al-Din,"  JINSA  Online, June 1, 1998.